# Jamaica nos Jogos Olímpicos de Verão de 2000
A Jamaica competiu nos Jogos Olímpicos de Verão de 2000, em Sydney, na Austrália.